# Злынец
Злынец (укр. Злинець) — село в Семидубской сельской общине Дубенского района Ровненской области Украины.
Население по данным 2022 года составляло 297 человек. Почтовый индекс — 35652. Телефонный код — 3656. Код КОАТУУ — 5621681604.